# Tjärraur

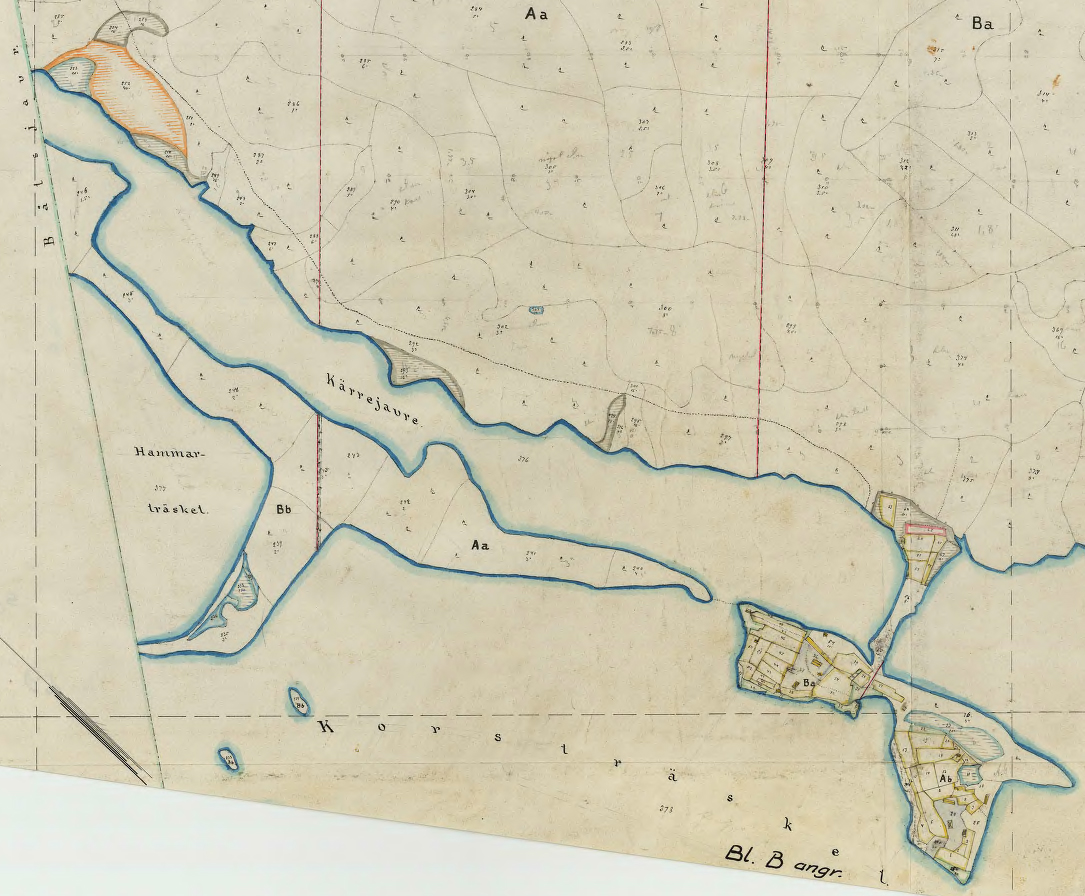
Tjärraur (Kärrejaure), Korsträsket och Hammarträsket på lagaskifteskartan över Korsträsk by, upprättad 1912.

Tjärraur eller Tjuorraur är en lång och smal sjö mellan byarna Korsträsk och Båtsjaur i Arjeplogs kommun i mellersta Lappland. Sjön ligger på 420 m höjd över havet. 
En sandås som går i nord-sydlig riktning skiljer Tjärraur från Hammarträsket i väster. På åsen går en väg, men delar av åsen har använts som sandtäkt och grävts bort. Därför finns ett sund mellan sjöarna. Längre söderut längs samma sandås finns ett naturligt sund till sjön Korsträsk.

## Namnet
På generalstabskartan från 1893 kallas sjön för Tjuorrejaure; på lagaskifteskartan för Korsträsks by från 1912 för Kärrejaure. Enligt flera anteckningar i ortnamnsregistret från 30-talet kallades dock sjön för Tjärraur eller Tjärraure av den svensktalande befolkningen och Tjuorraur av den samiska. Förledet i namnet betyder grå.
En anteckning från 1958 anger Tjärrajaur.

## Reglering
Tjärraur hänger samman med Korsträsket, Båtsträsk, Hammarträsket, Aisjaure, Fluka, Uddjaure och Storavan i ett vattenkraftsmagasin vars yta regleras mellan 418 och 420 m ö.h. På grund av regleringen kan det idag vara svårt att urskilja sjöarnas ursprungliga utsträckning.